# 当伯努瓦莱科隆布
当伯努瓦莱科隆布（法語：Dambenoît-lès-Colombe，法語發音：[dɑ̃b(ə)nwa lɛ kɔlɔ̃b]）是法国上索恩省的一个市镇，属于吕尔区。

## 地理
当伯努瓦莱科隆布（47°43'22"N, 6°23'6"E）面积8.69 平方千米，位于法国勃艮第-弗朗什-孔泰大區上索恩省，该省份为法国东部内陆省份，北起顺时针与孚日省、贝尔福地区省、杜省、汝拉省、科多尔省和上马恩省接壤。
与当伯努瓦莱科隆布接壤的市镇（或旧市镇、城区）包括：阿永库尔、阿德朗和勒瓦勒德比泰讷、布罗特莱吕克瑟伊、热讷夫雷、凯尔。

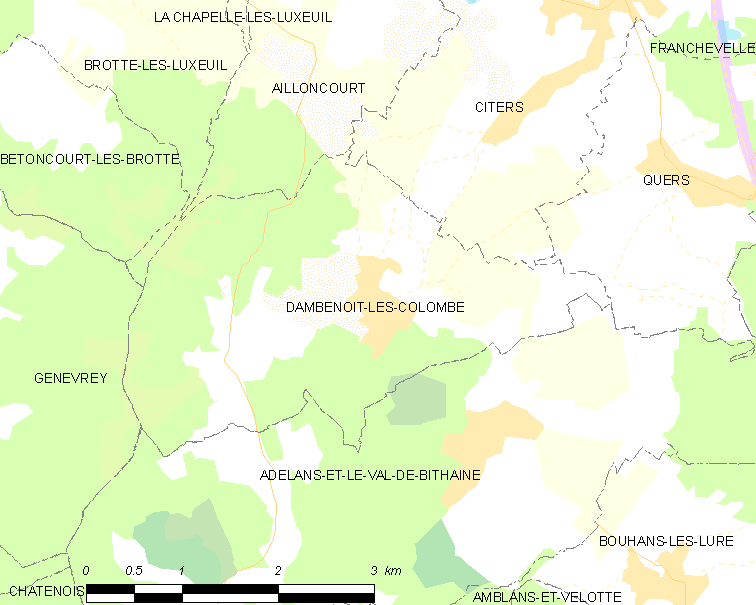
当伯努瓦莱科隆布的OSM定位图

当伯努瓦莱科隆布的时区为UTC+01:00、UTC+02:00（夏令时）。

## 行政
当伯努瓦莱科隆布的邮政编码为70200，INSEE市镇编码为70195。

## 政治
当伯努瓦莱科隆布所属的省级选区为吕尔第一县。

## 人口

1962-2008年间当伯努瓦莱科隆布人口变化图示

当伯努瓦莱科隆布于2022年1月1日时的人口数量为273人。